# De Christiana expeditione apud Sinas

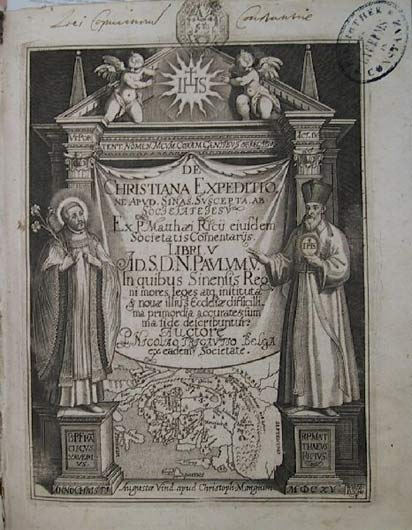
Capa do livro publicado em 1615.

De Christiana expeditione apud Sinas (em português:  Sobre a expedição cristã à China), de título completo De Christiana expeditione apud sinas suscepta ab Societate Jesu. Ex P. Matthaei Riccii eiusdem Societatis commentariis Libri V: Ad S.D.N. Paulum V. In Quibus Sinensis Regni mores, leges, atque instituta, & novae illius Ecclesiae difficillima primordia accurate & summa fide describuntur, é uma obra publicada em 1615 pelo jesuíta Nicolas Trigault (1577-1628), tendo por base os diários do também sacerdote jesuíta e missionário Matteo Ricci (1552-1610), que foi o primeiro missionário cristão que conseguiu entrar nos territórios do Império da China nos tempos da Dinastia Ming. Nesta obra são exaltadas as características e os valores da China do século XVI, sendo um dos primeiros documentos de referência para os europeus acerca deste enorme território. O trabalho fez com que Mateo Ricci fosse considerado fundador da sinologia. A primeira edição do livro foi feita em Augsburgo em 1615.
A sua importância histórica reside no facto de ser o primeiro livro publicado na Europa por autores que não eram apenas fluentes em língua chinesa e conhecedores da cultura da China, mas também com viagens por grande parte do país. A obra de Ricci e Trigault tornou-se muito popular, e foi editada pelo menos 16 vezes em várias línguas europeias nas décadas seguintes.
O livro é principalmente baseado em "diários" escritos por Ricci nos seus 27 anos de residência na China (1583–1610). Após a morte de Ricci, os seus papéis, escritos em italiano, foram encontrados pelos seus companheiros jesuítas em Pequim. Uma cópia manual foi feita, e também uma tradução para língua portugesa.

## Antecedentes
Antes da missão jesuíta na China, este país só tinha sido visitado por alguns viajantes europeus por via terrestre ou marítima, entre os quais se destacava o explorador e comerciante Marco Polo. Também tinham tocado esta região, alguns diplomatas como o embaixador espanhol Ruy González de Clavijo e alguns religiosos da ordem franciscana. Em 1544, o jesuíta Francisco Xavier, amigo pessoal do fundador da ordem Santo Inácio de Loyola, chegou à Índia, passando posteriormente para o Ceilão (hoje o Sri Lanka), a Indonésia e finalmente esteve de 1549 a 1551 no Japão. Neste arquipélago, o famoso missionário esboçou a sua teoria acerca de que o cristianismo só se poderia anunciar na Ásia se se assimilasse as línguas e as culturas dos povos asiáticos. Faleceu quando tentava voltar à China.
Até finais do século XVI, os jesuítas Matteo Ricci e Michele Ruggieri, depois de longa preparação, puderam entrar no território chinês, no que constituiu a primeira missão jesuíta na China.